# Wilhelm Eichler von Eichkron

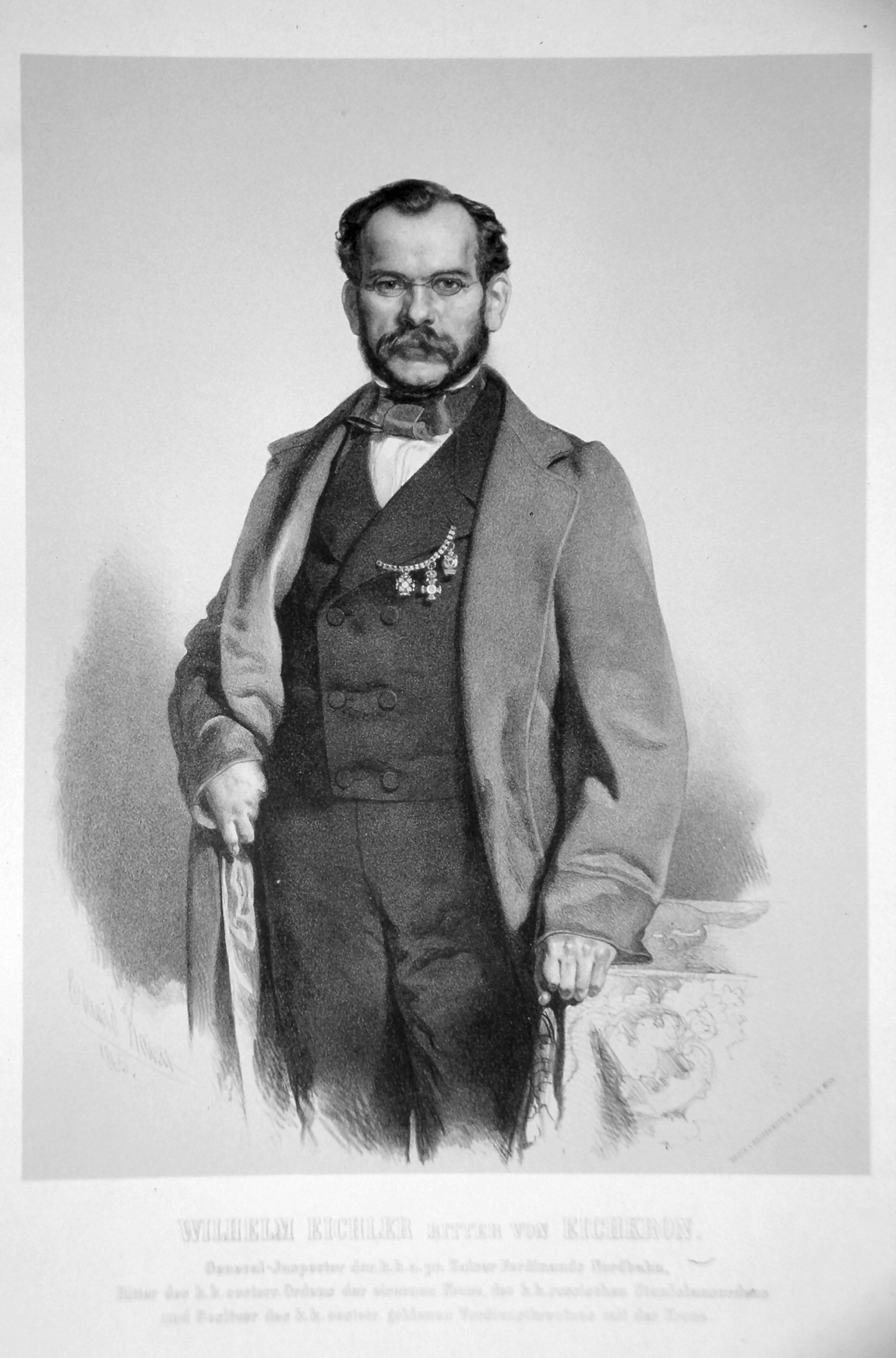
Wilhelm Eichler von Eichkron, Lithographie von Eduard Kaiser, 1865

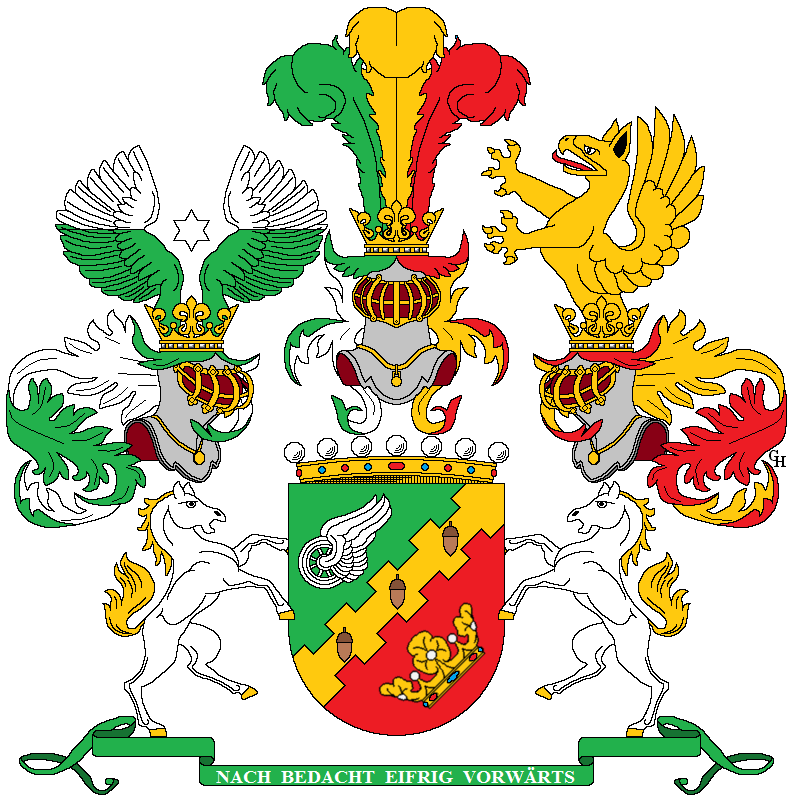
Freiherrliches Wappen Eichler von Eichkron, 1878

Wilhelm Freiherr Eichler von Eichkron (* als Karl Wilhelm Eichler am 10. Dezember 1818 in Kötzschenbroda; † 23. Dezember 1892 in Wien) war ein deutsch-österreichischer Eisenbahningenieur und -unternehmer. Er wurde aufgrund seiner Verdienste vom österreichischen Kaiser geadelt.

## Leben und Wirken
Geboren am Anger des sächsischen Kötzschenbroda (Altkötzschenbroda 44) im väterlichen und großväterlichen Anwesen, studierte Eichler nach seinem Schulbesuch am Polytechnikum Dresden. Ab 1836 arbeitete er beim Bau der neuen Leipzig-Dresdner Eisenbahn mit, wo er einen Bauabschnitt verantwortlich leitete.
Im Jahr 1839 ging Eichler nach Österreich, wo er in den nächsten Jahrzehnten maßgeblich die Entwicklung des dortigen Eisenbahnwesens mitbeeinflusste. So leitete er bis 1841 den Betrieb der Strecke Wien-Liesing, dann den Betrieb der Gesamtstrecke der Wien-Gloggnitzer Eisenbahn. Vorübergehend war Eichler für die Strecke Mürzzuschlag-Laibach der Südlichen Staatsbahn zuständig.
In den Jahren 1848 bis 1854 war er als selbstständiger Unternehmer am Bau der Semmeringbahn beteiligt. Ab 1855 erhielt Eichler Führungsaufgaben im Betriebsdienst der Österreichischen Staatseisenbahngesellschaft, ab 1864 bis 1885 war er Generalinspektor der Kaiser-Ferdinands-Nordbahn, deren Gesamtgeschäftsführung Eichler im Laufe der Zeit übernahm.
Der österreichische Kaiser Franz Joseph I. verlieh Eichler für seine Verdienste 1865 den Orden der Eisernen Krone III. Klasse, mit dem die Erhebung in den erblichen österreichischen Ritterstand verbunden war. Eichler wählte dazu das Prädikat "von Eichkron". Franz Joseph I. erhob Eichler von Eichkron, auf dessen Ansuchen, mit Diplom vom 10. September 1878 zudem in den erblichen österreichischen Freiherrnstand.
Freiherr Eichler von Eichkron verstarb in seiner Wohnung im vierten Wiener Gemeindebezirk, Wieden, Heugasse 4 (seit 1911: Prinz-Eugen-Straße 4).
In Eichlers Geburtsstadt Radebeul wurde 1991 im Stadtteil Kötzschenbroda eine Straße nach seinem Geburtsnamen benannt.